# North Brentwood (Maryland)
North Brentwood es un pueblo ubicado en el condado de Prince George en el estado estadounidense de Maryland. En el año 2010 tenía una población de 517 habitantes y una densidad poblacional de 1.723,33 personas por km².

## Geografía
North Brentwood se encuentra ubicado en las coordenadas 38°56′39″N 76°57′6″O / 38.94417, -76.95167.

## Demografía
Según la Oficina del Censo en 2000 los ingresos medios por hogar en la localidad eran de $44,041 y los ingresos medios por familia eran $49,904. Los hombres tenían unos ingresos medios de $30,053 frente a los $30,200 para las mujeres. La renta per cápita para la localidad era de $19,293. Alrededor del 12% de la población estaba por debajo del umbral de pobreza.